# Józef Oppenheim
Józef Oppenheim (ur. 15 czerwca 1887 w Warszawie, zm. 28 lutego 1946 w Kościelisku) – polski narciarz żydowskiego pochodzenia, taternik, ratownik górski, wieloletni naczelnik TOPR.

## Życiorys
W młodości był działaczem lewicowym (III Proletariat); aresztowany przez władze rosyjskie, uciekł z więzienia i schronił się za granicą. Nie ukończył studiów na politechnikach, potem pracował w Krakowie.
W 1910 z grupą narciarzy z krakowskiego AZS przybył na wycieczkę do Zakopanego i pozostał tu na stałe. W latach 1910–1911 był kierownikiem zakopiańskiego Domu Turystycznego AZS. W 1912 wraz z Włodzimierzem Antoniewiczem po złożeniu egzaminu przed komisją przewodnicką (Mariusz Zaruski, Jakub Gąsienica Wawrytko) uzyskał nieformalne uprawnienia do prowadzenia wycieczek studenckich po Tatrach.

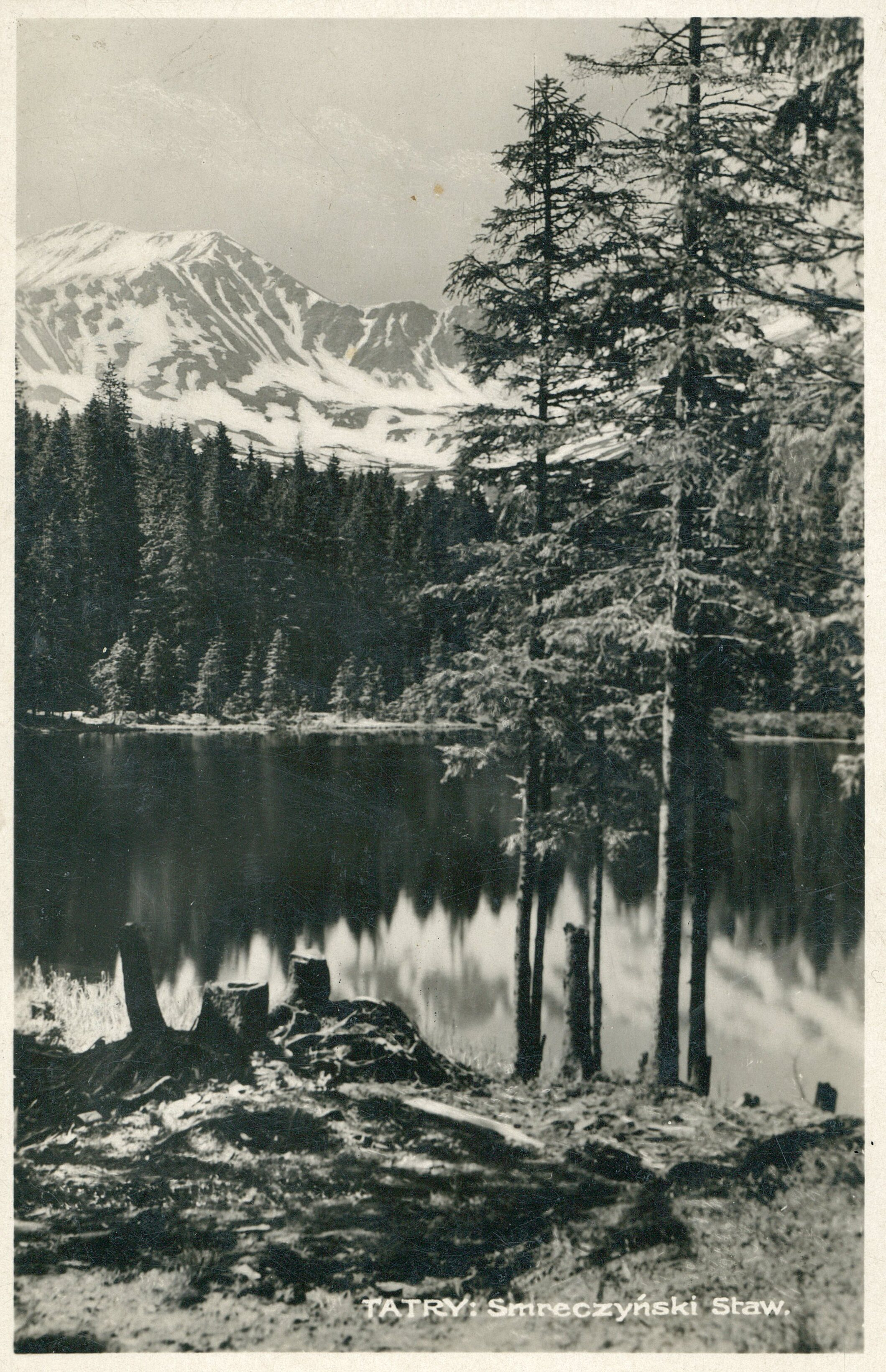
Smreczyński Staw, Tatry, fot. J.Oppenheim

Oprócz uprawiania w lecie turystyki tatrzańskiej stał się wkrótce jednym z najczynniejszych narciarzy turystów, a także taternikiem. Dokonał w 1914 kilku pierwszych wejść zimowych: północną ścianą na Mięguszowiecki Szczyt Czarny (z Józefem Lesieckim, Mariuszem Zaruskim i in.) oraz na Młynarza i Kaczy Szczyt (z Lesieckim).
Przed I wojną światową był w zarządzie Sekcji Narciarskiej PTT. W latach międzywojennych był sędzią narciarskim i jednym z najaktywniejszych działaczy narciarskich w Zakopanem. Również wtedy projektował nowe tatrzańskie szlaki narciarskie i osobiście je znakował. Z ramienia TOPR był też przez cały ten okres członkiem kolejnych komisji do spraw przewodnictwa tatrzańskiego.
Nadal (zwłaszcza w latach 20.) uprawiał narciarstwo wysokogórskie, uczestnicząc m.in. w pierwszym wejściu zimowym od północnej strony na Wielką Kopę Koprową (w 1921 z Mieczysławem Świerzem, Władysławem Ziętkiewiczem i innymi). Przechodził też na nartach przez Kozią i Lodową Przełęcz.
Józef Oppenheim wniósł do narciarstwa wysokogórskiego legendarną ideę „wyrypy”, czyli kilkunastogodzinnego, bardzo długiego przejścia na nartach szeregu szczytów i przełęczy. Wśród takich wyryp należy wymienić wyprawę Oppenheima i Władysława Pawlicy z 18 kwietnia 1911 roku, kiedy to z czterema innymi przeszli na nartach grań Ornaku, Bystrą, Szeroki Upłaz, Kamienistą, Hlinę i zeszli do Podbańskiej ówcześnie na Węgrzech.
Trasy innych „wyryp”:
- Zakopane – Hala Goryczkowa – Kasprowy Wierch – Hala Gąsienicowa – Zawrat – Dolina Pięciu Stawów Polskich – Gładka Przełęcz – Dolina Wierchcicha – Dolina Cicha – Tomanowa Przełęcz – Hala Smytnia – Dolina Kościeliska – Zakopane. Przejścia tego dokonali dnia 14 marca 1926 roku m.in. Kazimierz Schiele, A. Zamoyski, Henryk Bednarski w ciągu 11 godzin.
- Zakopane – Hala Goryczkowa – Kasprowy Wierch – Dolina Wierchcicha – Zawory – Wrota Chałubińskiego – Morskie Oko – Opalone – Dolina Pięciu Stawów Polskich – Zawrat – Zakopane. Trasa pokonana 25 marca 1926 roku przez Henryka Bednarskiego i Kazimierza Schielego.
- Zakopane – Zawrat – Dolina Pięciu Stawów Polskich – Opalone – Morskie Oko – Wrota Chałubińskiego – Ciemne Smreczyny – Wielka Kopa Koprowa – Dolina Cicha – Tomanowa Przełęcz – Czerwone Wierchy – Zakopane. Trasę tę przeszli w ciągu jednego dnia (7 kwietnia 1926 roku) Stanisław i Julian Motyka.

Wkrótce po przybyciu do Zakopanego nauczył się fotografowania. W latach międzywojennych wydał kilka albumów tatrzańskich (Tatry, Tatry w zimie itd., niektóre w kilku wydaniach), a jego zdjęcia były też reprodukowane w różnych wydawnictwach (m.in. w „Wierchach”). Głównie z jego fotografii sporządzono specjalny album zdjęć tatrzańskich i pienińskich, ofiarowany papieżowi Piusowi XI przez Polskie Towarzystwo Tatrzańskie w 1925.
Po wybuchu II wojny światowej uciekł na motocyklu do Krakowa, zabierając ze sobą z Zakopanego kasę TOPR-u. Następnie przebywał najpierw w okolicach Kowla, a od 1942 w Warszawie, gdzie z powodu swego żydowskiego pochodzenia ukrywał się u przyjaciół aż do powstania warszawskiego, a po jego upadku był zatrudniony przy ewakuacji szpitala z rannymi i w ten sposób wydostał się z Warszawy do znajomych w Pruszkowie.
Oppenheim jest autorem przewodnika Szlaki narciarskie Tatr Polskich i główne przejścia na południową stronę (Kraków 1936). Poza tym niewiele publikował – kilka sprawozdań, z tych najważniejsze to Dokoła śmiertelnej wyprawy Wincentego Birkenmajera, II. Akcja Pogotowia Ratunkowego („Taternik” 17, 1933, nr 3–4) i Jak odbyła się wyprawa po ciało śp. Birkenmajera? („Ilustrowany Kurier Codzienny”, 24 kwietnia 1933, wywiad), a jego współautorstwa jest popularny artykulik Powstanie Pogotowia Tatrzańskiego i jego działalność („Płomyk” 1946, nr 7) i pośmiertnie wydane wspomnienie: Pamięci zmarłych schronisk („Wierchy” 18, 1948).
W okresie międzywojennym należał do najbardziej popularnych postaci Zakopanego. Zwano go Józio lub Opcio. Jest sympatycznie wspominany przez wiele osób we wspomnieniach z tamtych lat.
Pozostały w rękopisie jego wspomnienia narciarskie wykorzystane w książce Wandy Gentil-Tippenhauer i Stanisława Zielińskiego W stronę Pysznej (Warszawa 1961 i dalsze wydania pod nazwiskiem samego Zielińskiego). Jego życiu poświęcona jest książka Wojciecha Szatkowskiego Józef Oppenheim, przyjaciel Tatr i ludzi (Łomianki–Zakopane 2021, wyd. Wydawnictwo LTW i Muzeum Tatrzańskie im. Dra Tytusa Chałubińskiego).

## Działalność w TOPR
W 1912 został członkiem TOPR, a od sierpnia 1914 (gdy Mariusz Zaruski odszedł do Legionów Polskich) do wybuchu II wojny światowej w 1939, a także przez krótki okres w 1945 był naczelnikiem TOPR. W latach 1912–1939 uczestniczył w licznych wyprawach ratunkowych w lecie i w zimie. W latach 30. zapoczątkował dyżury ratowników na zawodach narciarskich, zwłaszcza gdy odbywały się w samych Tatrach.

## Śmierć

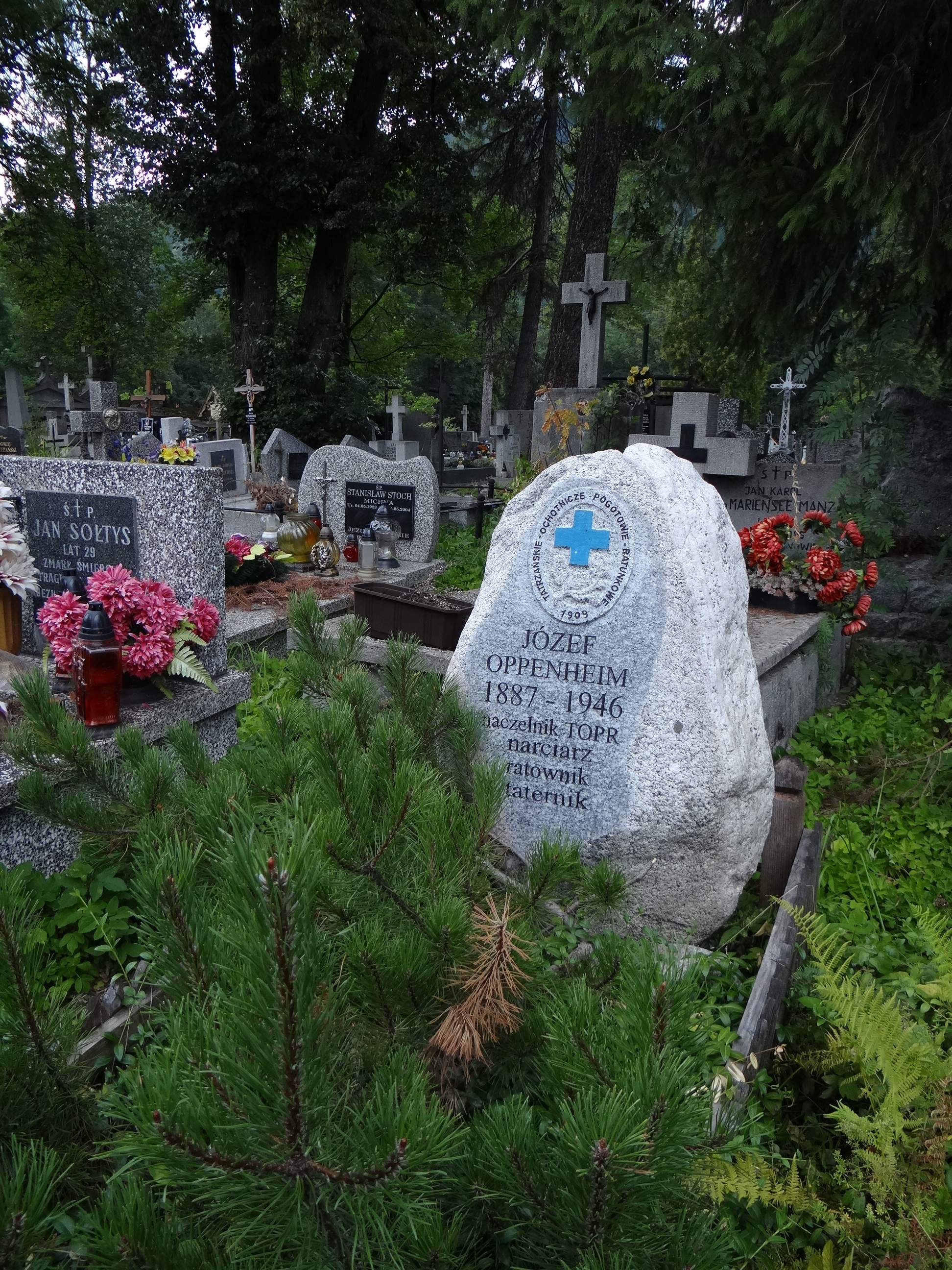
Grób Józefa Oppenheima na Nowym Cmentarzu w Zakopanem

Po wojnie wrócił do Zakopanego, gdzie w 1945 był krótko kierownikiem TOPR-u, a potem organizował domy wypoczynkowe na Groniku w Kościelisku. W tym czasie, 28 lutego 1946 roku został zamordowany we własnym domu na Krzeptówkach, mordercy zostali zidentyfikowani, jak się okazało należeli do oddziału „Ognia”. Prokuratura po dochodzeniach i aresztowaniu sprawców wykluczyła jednak tezę o mordzie politycznym i stwierdziła, że zbrodnia miała charakter rabunkowy.
Został pochowany na Nowym Cmentarzu w Zakopanem (kw. L4-3-3). Po jego śmierci Mieczysław Jastrun napisał wiersz Pamięci Józefa Oppenheima („Kuźnica” 1946, nr 28); w Zakopanem w 1949 zorganizowano wystawę zdjęć Oppenheima z Tatr, a Grupa Tatrzańska GOPR nosiła imię Oppenheima.

## Ordery i odznaczenia
- Złoty Krzyż Zasługi (19 marca 1931)[6]